# 吴东之
吴东之（？—2007年10月26日），男，安徽枞阳人，中华人民共和国学者、政治人物，曾任安徽省政协副主席，中国民主促进会安徽省委员会主任委员，第六、七届全国人大代表。